# Halle de Murat
La halle de Murat est une halle située en France sur la commune de Murat, en région Auvergne-Rhône-Alpes.

## Localisation
La halle se situe rue Saint-Michel au centre de Murat.

## Historique
La halle, achevée en 1891 et restaurée en 1988, est un exemple des constructions à charpente métallique inspirées des halles « Baltard » de l'époque de Napoléon III.

### Protection
La halle est inscrite au titre des monuments historiques par arrêté du 7 octobre 1991.

## Description
Elle présente une structure en fer et verre, avec des colonnes en fonte pour maximiser l'espace et des baies vitrées innovantes pour l'époque. Le rez-de-chaussée était dédié aux « docks à fromages ».